# Ricinocarpos brevis
Ricinocarpos brevis là một loài thực vật có hoa trong họ Đại kích. Loài này được R.J.F.Hend. & Mollemans mô tả khoa học đầu tiên năm 2007.